# Carlyle Tapsell
Carlyle Tapsell   (Adra, 24 de juliol de 1909 - 6 de setembre de 1975) va ser un jugador d'hoquei sobre herba indi que va competir durant la dècada de 1930.
El 1932 va prendre part en els Jocs Olímpics de Los Angeles, on va guanyar la medalla d'or com a membre de l'equip indi en la competició d'hoquei sobre herba. Quatre anys més tard, als Jocs de Berlín, tornà a guanyar la medalla d'or en la competició d'hoquei sobre herba.